# Кленкова къща
Кленковата къща (на македонска литературна норма: Кленкова куќа) е възрожденска къща в град Струга, Северна Македония. Сградата е регистрирана като културно наследство на Северна Македония.

## Местоположение
Къщата е разположена на Стружката чаршия, на левия бряг на Черни Дрин, на улица „Маршал Тито“ № 69. До нея е Чатовската къща. Къщата датира от XX век.